# Mistrzostwa Europy w Lekkoatletyce 1938 – rzut oszczepem kobiet
Rzut oszczepem kobiet był jedną z konkurencji rozgrywanych podczas II Mistrzostw Europy w Wiedniu. Został rozegrany 18 września 1938 roku. Zwyciężczynią tej konkurencji została Niemka Lisa Gelius. W rywalizacji wzięło udział osiem zawodniczek z sześciu reprezentacji.

## Rekordy
| Rekord świata | Nan Gindele (USA) | 46,745 | Chicago, Stany Zjednoczone | 18.06.1932 |
| Rekord Europy | Lisa Gelius (GER) | 45,74  | Saarbrücken, Niemcy        | 11.09.1938 |

## Wyniki
| Miejsce | Zawodniczka            | Wynik | Uwagi |
| ------- | ---------------------- | ----- | ----- |
| 1       | Lisa Gelius            | 45,58 | CR    |
| 2       | Susi Pastoors          | 44,14 |       |
| 3       | Luise Krüger           | 42,49 |       |
| 4       | Lux Stiefel            | 40,58 |       |
| 5       | Ida Lavize             | 40,20 |       |
| 6       | Stanisława Walasiewicz | 33,33 |       |
| 7       | Irja Lipasti           | 31,93 |       |
| 8       | Britta Awall           | 31,90 |       |